# Koror (Stadt)

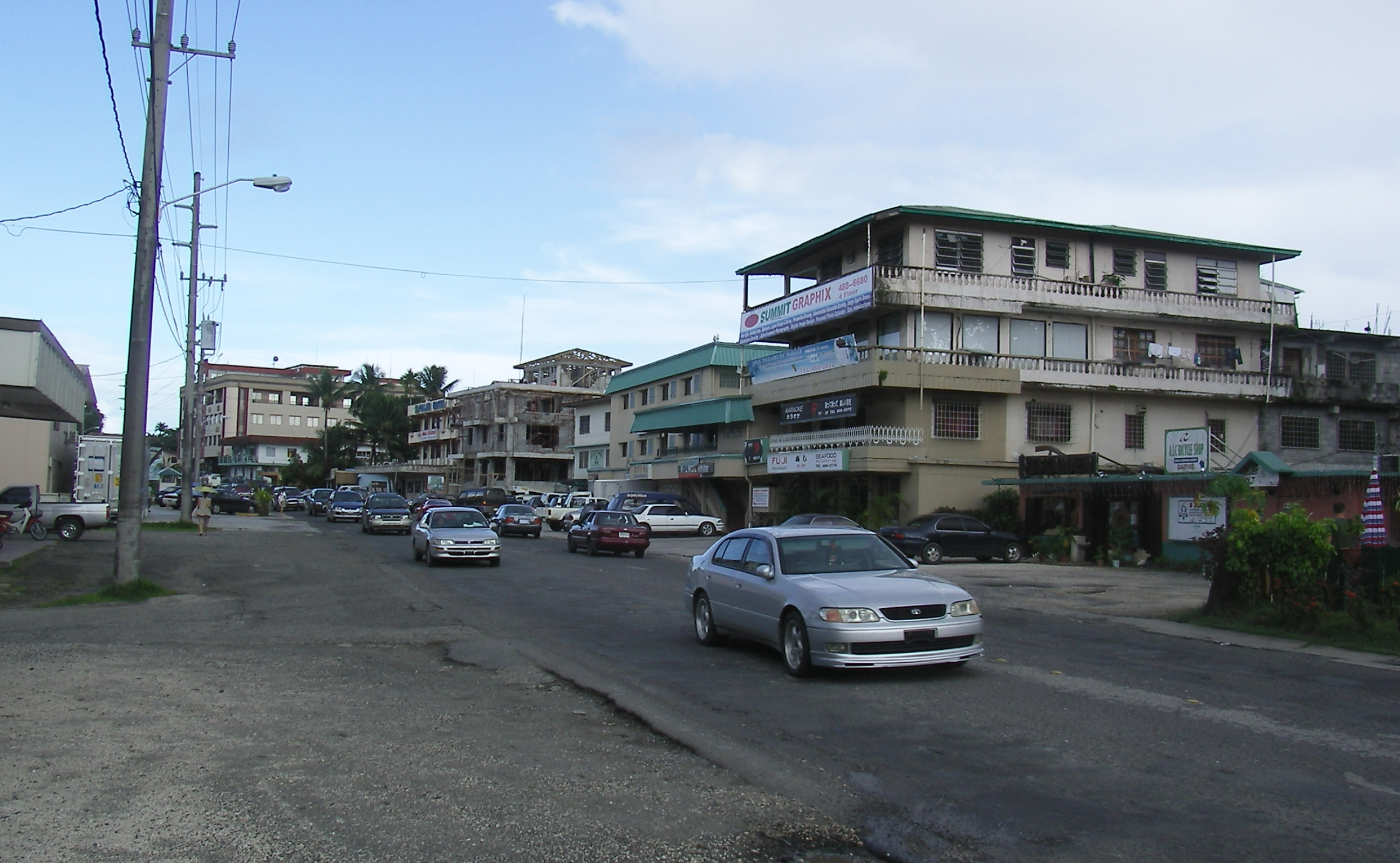
Koror Downtown

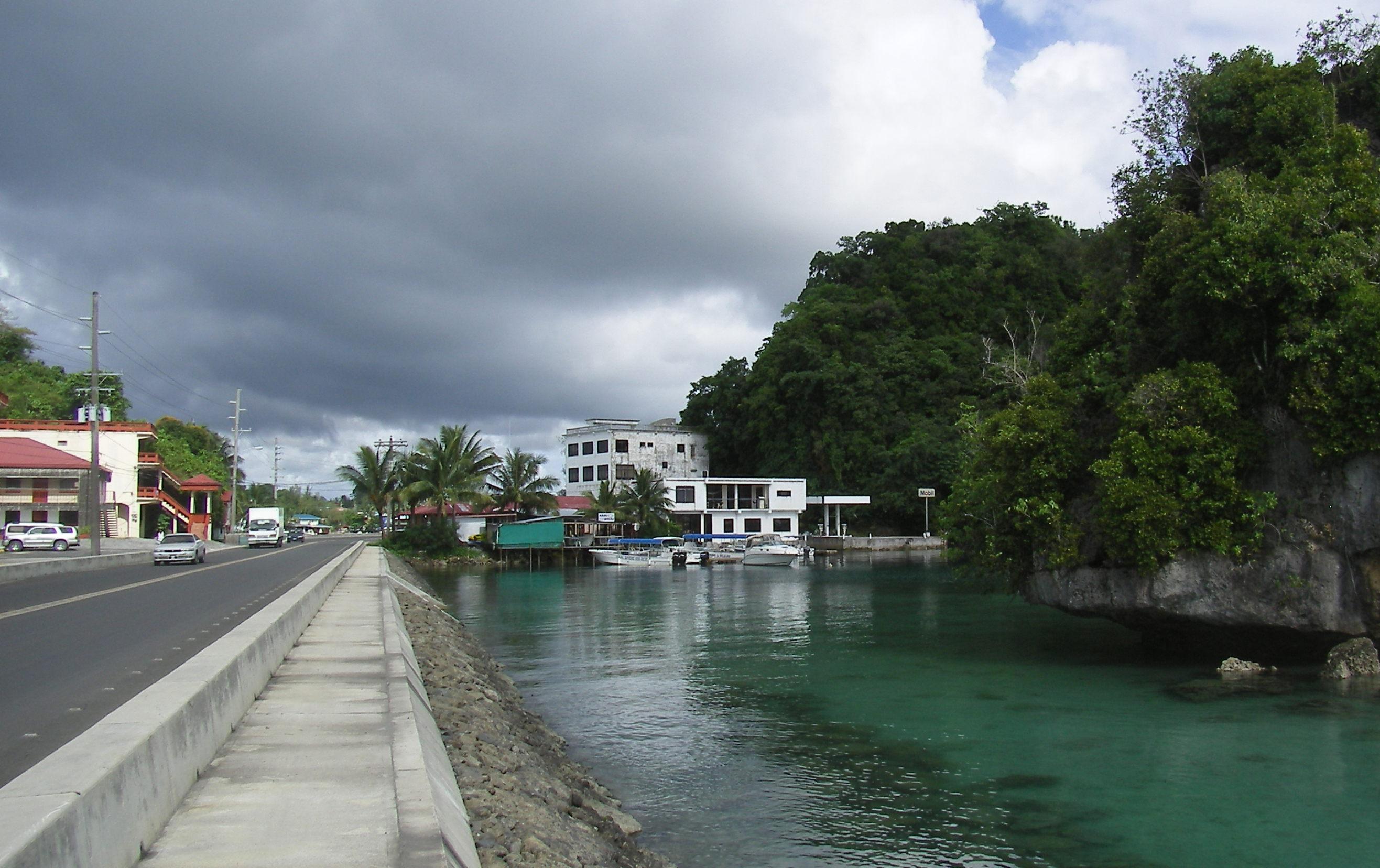
Typisch wechselhaftes Wetter in Koror

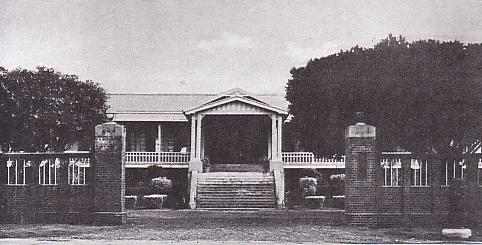
Historisches Amtsgebäude der japanischen Zivilverwaltung

Koror war bis 2006 die Hauptstadt Palaus, dessen Wirtschaftszentrum sie weiterhin darstellt.

## Geographie
Die Stadt liegt auf der gleichnamigen Insel und hatte 2005 ca. 12.600 Einwohner. Mit anderen auf einigen nahegelegenen Inseln bildet sie den Gliedstaat Koror.
Am 7. Oktober 2006 wurde der palauische Regierungssitz von Koror in die neue Hauptstadt Ngerulmud auf der Nachbarinsel Babeldaob verlegt. Die Stadt Koror ist allerdings nach wie vor Sitz des obersten Gerichtshofes, der Finanzbehörden, des Belau National Museum, der Hochschule (Palau Community College) und das wirtschaftliche Zentrum des Landes.

## Geschichte
Während der spanischen Kolonialzeit (Spanisch-Ostindien) befand sich hier nur ein kleines Fischerdorf. Erst die Deutsche Kolonialverwaltung errichtete eine Verwaltungsstation und begann mit dem Ausbau des Hafens.
Bei der Besetzung durch Japan 1914 lebten etwa 500 Einwohner auf der Insel Koror. Unter den Japanern wuchs die Stadt – sie war Sitz der zivilen Regierung des Japanischen Südseemandats – durch eine gezielte Besiedlung rasch an, so dass Koror bei Kriegsausbruch 1941 etwa 38.000 Einwohner (davon nur etwa 5000 Einheimische) hatte. Es wurden unter anderem eine Wetterstation eingerichtet und 1927 eine Berufs- und Technikschule.
Die Japaner, die die zum Teil eines militärischen Sperrgebietes erklärte Stadt im Zweiten Weltkrieg militärisch zu halten versuchten und weitläufige Bunker- und Höhlensysteme zu vorgelagerten Inseln errichtet hatten, wurden nach Kriegsende 1945 ausgewiesen. Da die USA jedoch bereits seit langem ihr Hauptquartier für den Nordwestpazifik in Guam hatten, bestand für die Amerikaner keine Notwendigkeit eines weiteren Ausbaus der Stadt.
Seit 1946 besteht die Palau High School.

## Tourismus
Koror wird von Zeit zu Zeit von Kreuzfahrtschiffen angefahren: Tourismus ist aufgrund der guten Tauchgelegenheiten ein wichtiger Wirtschaftsfaktor für ganz Palau.

## Forschungsstation
In Koror unterhielt der US-amerikanische Coast and Geodetic Survey während des Internationalen Geophysikalischen Jahres 1957–1958 eine Messstation. Die gewonnenen Magnetogramme und stündlich ermittelten Gezeitendaten wurden 1960 in Washington, D.C. veröffentlicht.

## Sport
In Koror befindet sich das 4000 Zuschauern Platz bietende Palau National Stadium.

## Söhne und Töchter der Stadt
- Ibedul Gibbons (1944–2021), Häuptling
- Sandra Pierantozzi (* 1953), Politikerin
- Baklai Temengil (* 1966), Politikerin, Sportfunktionärin und Kanutin
- Anlloyd Samuel (1980–2010), Schwimmer
- Ngerak Florencio (* 1983), Leichtathletin
- Nicole Hayes (* 1984), Schwimmerin
- Elgin Elwais (* 1985), Ringer
- Stevick Patris (* 1991), Gewichtheber
- Rubie Joy Gabriel (* 1994), Leichtathletin
- Rodman Teltull (* 1994), Leichtathlet
- Keesha Keane (* 1995), Schwimmerin
- Dirngulbai Misech (* 1997), Schwimmerin
- Roylin Akiwo (* 2000), Schwimmerin